# Theodor Escherich
Theodor Escherich, född 29 november 1857, död 15 februari 1911, var en tysk-österrikisk barnläkare och bakteriolog. Han är främst känd för avhandlingen Die Darmbakterien des Säuglings und ihre Beziehungen zur Physiologie der Verdauung (1886) i vilken han behandlade en bakterie han kallade bacterium coli commune. Denna bakterie uppkallades senare efter Escherich och är idag känd som Escherichia coli eller bara E. coli.